# Kelvin Parker
Kelvin Ray Parker jr. (Raytown, 18 luglio 1982) è un ex cestista statunitense.

## Carriera
Cresciuto nel college della Northwest Missouri State University, nel suo primo anno da professionista gareggia per i Kansas City Knights nella American Basketball Association e, dopo una parentesi ai Asker Aliens nella massima lega norvegese, nel 2006 torna negli Stati Uniti per giocare nella neonata società dei Vermont Frost Heaves sempre in American Basketball Association, dove vince il campionato.
Torna in Europa ed approda nella ProB tedesca giocando nei Dragons Rhöndorf e successivamente con il Bayern Monaco in ProA. Nel 2010 si trasferisce nella massima serie austriaca, vincendo il titolo con gli Oberwart Gunners. Nel 2011 si sposta in LNBA nel Monthey, arrivando a disputare la finale di Coppa Svizzera. L'anno successivo vince il titolo svizzero con i Lions de Genève.
Il 1º agosto 2013 è stato ufficializzato il suo trasferimento alla  Pallacanestro Trapani. Dopo aver disputato  il campionato italiano si sposta in Qatar per giocare con il Al-Jaish Sport Club Basketball, e termina la stagione sportiva nell'Inter Bratislava vincendo la coppa nazionale.
Nel gennaio del 2016 firma per la squadra belga del Wolves Verviers-Pepinster del massimo campionato belga per trasferirsi, successivamente, in Bulgaria ingaggiato dal Rilski Sportist.

## Palmarès
- American Basketball Association: 1

Vermont Frost Heaves: 2006-07
- Campionato austriaco: 1

Oberwart Gunners: 2010-11
- Campionato svizzero: 1

Lions de Genève: 2012-13
- Coppa di Slovacchia: 1

Inter Bratislava: 2015
- Coppa di Lega Svizzera: 1

Lions de Genève: 2013